# Воля-Вісньова
Воля-Вісньова (пол. Wola Wiśniowa) — село в Польщі, у гміні Влощова Влощовського повіту Свентокшиського воєводства.
Населення — 727 осіб (2011).
У 1975-1998 роках село належало до Келецького воєводства.

## Демографія
Демографічна структура на день 31 березня 2011 року:
|          | Загалом | Допрацездатний вік | Працездатний вік | Постпрацездатний вік |
| -------- | ------- | ------------------ | ---------------- | -------------------- |
| Чоловіки | 361     | 84                 | 233              | 44                   |
| Жінки    | 366     | 68                 | 212              | 86                   |
| Разом    | 727     | 152                | 445              | 130                  |